# World Games 1997
Die 5. World Games 1997 fanden vom 5. bis zum 15. August 1997 im finnischen Lahti statt.
Zunächst war die fünfte Austragung der World Games im südafrikanischen Port Elizabeth geplant. Bei den World Games in Den Haag 1993 hatten die Vertreter der Stadt auch symbolisch die Flagge der World Games übergeben bekommen. Nach der politischen Wende in Südafrika entschied der Stadtrat aber, sich von der Organisation zurückzuziehen.
Im Januar 1995 wurde dann der Vertrag mit Lahti unterzeichnet.
Es nahmen 2600 Athleten in 25 offiziellen Sportarten teil. Zusätzlich gab es fünf, vom Veranstaltungsort bestimmte, Einladungssportarten.